# 薩爾·班多
薩爾瓦托爾·雷納德·班多（英語：Salvatore Leonard Bando，1944年2月13日—2023年1月20日），為前美國職棒大聯盟的三壘手，生涯曾效力於運動家與釀酒人兩隊。班多是運動家在1970年代拿下冠軍三連霸的重要成員之一，也是當時球隊的隊長。
班多生涯共入選4次明星賽，並在1971年的MVP票選拿下第二名。雖然當時他的名氣多半被金鶯三壘手布魯克斯·羅賓森所掩蓋，但他好幾次在MVP票選上都能拿下前五名。
退休後，班多於1991年到1999年間曾擔任釀酒人的總經理。他分別在2013年和2022年入選國家大學棒球名人堂和運動家名人堂。

## 職業生涯
1965年美國職棒大聯盟選秀，運動家在第六輪選進班多。他在1966年9月擴編登上大聯盟，1969年被任命為球隊隊長。同年他首度入選明星賽，擔任美聯明星隊先發三壘手。1972年到1974年間，班多連續三年入選明星賽，球隊也拿下三連霸。
1976年球季結束後，班多成為自由球員，後來他以5年150萬美元的合約加盟釀酒人。1981年春訓，班多宣布將在球季結束後退休。這年釀酒人順利打進季後賽，班多在美聯分區賽敲出3支二壘安打。後來釀酒人在美聯冠軍賽被洋基橫掃淘汰，班多也在系列賽結束後正式退休。

## 生涯打擊成績
| 出賽次數 | 打席 | 打數 | 得分 | 安打 | 二安 | 三安 | 全壘打 | 打點 | 盜壘 | 保送 | 三振 | 打擊率 | 上壘率 | 長打率 | OPS  |
| -------- | ---- | ---- | ---- | ---- | ---- | ---- | ------ | ---- | ---- | ---- | ---- | ------ | ------ | ------ | ---- |
| 2019     | 8289 | 706  | 982  | 1790 | 289  | 38   | 242    | 1039 | 75   | 1031 | 923  | .254   | .352   | .408   | .760 |

## 退休之後
退休後，班多成為NBC的球評，之後還擔任釀酒人的總經理特助。1991年，班多直接成為球隊的總經理。他在上任馬上將總教練Tom Trebelhorn開除，並讓前隊友Phil Garner接任總教練。不過Garner在此之前完全沒有執教經驗，釀酒人在整個1990年代也只有在1992年的勝率超過5成。後來Garner在1999年被開除，班多在不久後也跟著辭職。
2014年，他入選密爾瓦基釀酒人的榮譽之牆。

## 個人生活
班多的弟弟克里斯是1980年代的大聯盟捕手，主要效力於印地安人。
單多在1969年結婚，並育有3子。其中大兒子小薩爾曾在高點大學擔任過棒球隊教練，後來到馬奎特大學附中擔任教練。班多本身是一名天主教徒。
2023年1月20日，班多因癌症去世，享年78歲。

## 外部連結
- 球員資訊和成績在MLB，ESPN，Baseball-Reference，Fangraphs（英文）